# Polymorphisme de longueur des fragments amplifiés

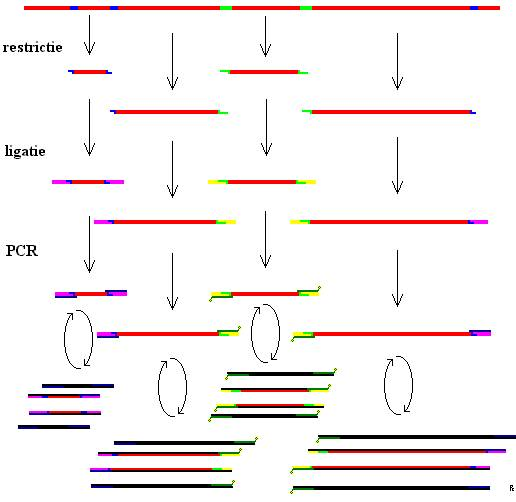

Le polymorphisme de longueur des fragments amplifiés, ou AFLP (sigle anglais de amplified fragment-length polymorphism) est un outil utilisé en génétique et en transgénèse.

## Technique
L'ADN génomique est digéré par deux enzymes de restriction, l'une coupant rarement (la figure mentionne EcoR1, mais Pst1 a été utilisée) l'autre coupant plus fréquemment (ici Mse1, qui coupe au même site que Tru1). Des adaptateurs sont ensuite ajoutés aux extrémités des sites de coupure pour que les amorces puissent se fixer sur les fragments.
Afin d'augmenter la quantité d'ADN, une préamplification est effectuée sur tous les fragments (amorces dégénérées). Une amplification PCR sélective permet ensuite d'augmenter le nombre de fragments. Sur gel d'acrylamide, plusieurs dizaines de fragments (généralement entre 500 pb et 100 pb) peuvent donc être visualisés en une seule PCR suivie d'un seul gel, sans connaissance préalable sur l'espèce. Les polymorphismes sont relativement fréquents.